# Dumortiera hirsuta
Dumortiera hirsuta är en bladmossart som först beskrevs av Olof Swartz, och fick sitt nu gällande namn av Christian Gottfried Daniel Nees von Esenbeck. Dumortiera hirsuta ingår i släktet Dumortiera och familjen Dumortieraceae. Inga underarter finns listade i Catalogue of Life.